# Ascotheca
Genre
Ascotheca Heine est un genre de plantes à fleurs de la famille des Acanthaceae originaire d'Afrique.

## Liste d'espèces
Selon Catalogue of Life (3 janvier 2018) :
- Ascotheca paucinervia (T. Anders. ex C. B. Cl.) Heine

Selon The Plant List (3 janvier 2018) :
- Ascotheca paucinervia (T.Anderson ex C.B.Clarke) Heine

Selon Tropicos (3 janvier 2018) :
- Ascotheca paucinervia (T. Anderson ex C.B. Clarke) Heine